# برهان الدين بن مفلح
أبو إسحاق برهان الدين إبراهيم بن محمد بن عبد الله بن محمد بن مفلح الراميني المقدسي الصالحي الحنبلي (816 - 884 هـ / 1413 - 1479م) قاضي ومن كبار علماء الحنابلة، وعلم بارز من أسرة بني مفلح، بيت الرئاسة والعلم في الشام، وهو من قرية رامين في محافظة طولكرم الفلسطينية، وقد ولد في دمشق. ويعرف كأسلافه بابن مفلح، وهم جميعاً يعرفون بالمقادسة.

## سيرته
ولد ابن المفلح في دمشق بسوريا وهو من قرية رامين في محافظة طولكرم الفلسطينية. نشأ ابن المفلح بدمشق، فحفظ القرآن وكتباً منها المقنع في المذاهب، وألفية بن مالك، والشاطبية والرائية، وسمع على جماعة من العلماء منهم فقيه الشافعية تقي الدين الأسدي الشهير بابن قاضي شهبة، وقاضي الحنابلة عز الدين البغدادي، وروى عن جماعة. برع في الفقه وأصوله، وانتفع به الفضلاء. عمل في التدريس والقضاء والتأليف، فدرس بمدرسة الشيخ أبي عمر بالصالحية شرقي دير الحنابلة، ودار الحديث الأشرفية بسفح قاسيون، والحنبلية والمسمارية في محلة القيمرية، والجوزية بالقرب من الجامع الأموي، والجامع المظفري أو جامع الحنابلة بسفح قاسيون في حي الأكراد. وولي قضاء دمشق غير مرة، فاقام بمهامه خير قيام. وطلب لقضاء مصر فاعتذر. وانتهت إليه رياسة الحنابلة، وصار مرجع الفقهاء والناس والمعول عليه في الأمور.

## مؤلفاته
اشتغل بالتأليف فوضع مصنفات في الفقه والأصول والطبقات منها:
- شرح المقنع في الفقه الحنبلي: وسماه المبدع.
- مرقاة الوصول إلى علم الاصول.
- المقصد لأرشد في ترجمة أصحاب الإمام أحمد: في طبقات الحنابلة، وهو مرتب على حروف المعجم.

## وفاته
توفي القاضي برهان الدين بمنزله بدار الحديث الأشرفية بدمشق، وحضر جنازته نائب الشام وخلق كثير، ودفن بالروضة في الصالحية، عند أبيه وأجداده.